# Lac de Burdur
Le lac de Burdur est un grand lac salé endoréique à la limite des provinces de Burdur et d'Isparta. La ville de Burdur est sur sa rive méridionale, et la ville d'Isparta est à moins de 20 km à l'est du lac. Il est alimenté par plusieurs rivières dont l'Eren Çayı au Sud et la Çukuhamam Deresi, Çerçin Deresi et un canal de drainage à l'est. C'est l'un des lacs les plus profonds de Turquie.

## Faune

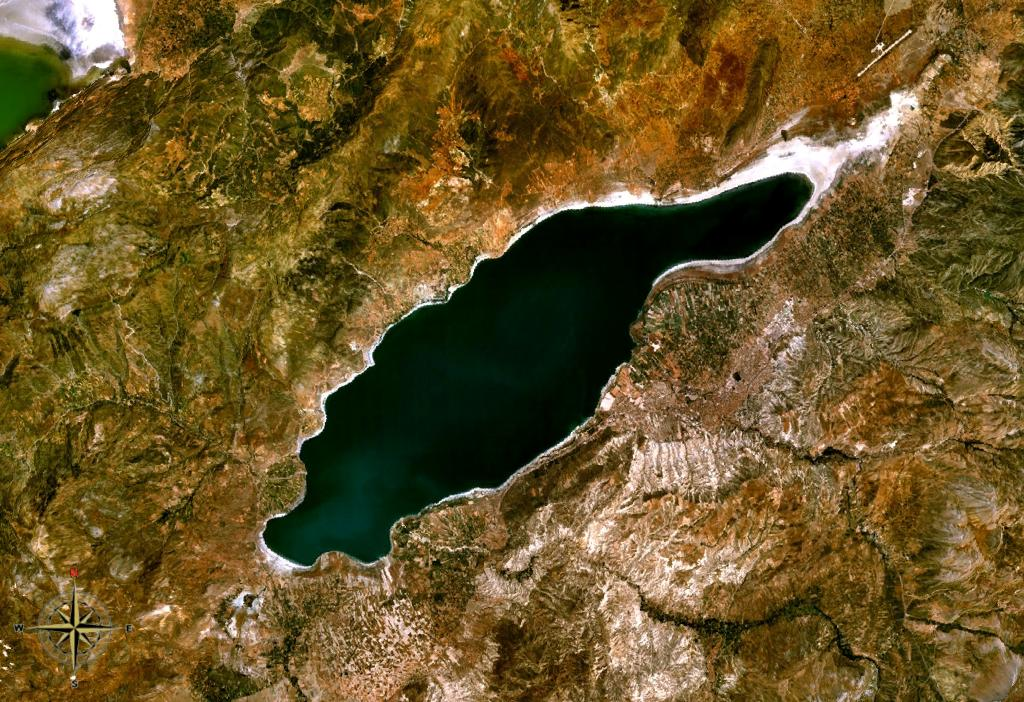
Vue aérienne du lac de Burdur

C'est un site adhérant à la convention de Ramsar sur les zones humides. Le site comprend une plaine côtière et des marais salés. De nombreuses espèces d'oiseaux aquatiques s'y arrêtent pour l'hiver ou pour s'y reproduire. On a compté environ 300 000 oiseaux qui y hivernent dont 70 % de la population mondiale d'une espèce menacée : l'érismature à tête blanche (Oxyura leucocephala). 
Parmi les autres oiseaux remarquables ou présents en effectifs importants figurent le Cygne de Bewick, le Casarca roux, le Canard siffleur, le Fuligule milouin, les Grèbes huppé et à cou noir, le Flamant rose, la Spatule blanche, la Foulque macroule...
Il y a aussi une riche faune de reptiles, d'amphibiens et de mammifères.
Le lac abrite plusieurs espèces de poissons endémiques, notamment Aphanius sureyanus.

## Conservation
L'eau du lac contient de l'arsenic ce qui empêche tout développement de la vie aquatique. Les activités humaines consistent en l'observation des oiseaux. Une zone archéologique montre que le site a été occupé par de nombreuses civilisations. Les égouts constituent un risque de pollution.